# Parośla-Pniski
Parośla-Pniski – wieś w Polsce, położona w województwie lubelskim, w powiecie bialskim, w gminie Sławatycze.
Nazwa wprowadzona 1 stycznia 2017 r., wcześniej funkcjonowały nazwy Parośla (wieś) i Pniski (przysiółek wsi).
W latach 1975–1998 miejscowość administracyjnie należała do województwa bialskopodlaskiego.
Wieś jest sołectwem w gminie Sławatycze. Według Narodowego Spisu Powszechnego z roku 2011 wieś liczyła 62 mieszkańców.
Wierni Kościoła rzymskokatolickiego należą do parafii Przemienienia Pańskiego w Jabłecznej.

## Problemy
Nazwę wprowadzono 1 stycznia 2017 roku rozporządzeniem Ministra Spraw Wewnętrznych i Administracji z 23 grudnia 2016 roku. Jednocześnie nie zniesiono ani nie zmieniono statusu dotychczasowych miejscowości: wsi Parośla i integralnej jej części Pniski. Sytuacja ta jest błędem i uniemożliwia dokonanie lokalizacji i podziału tych miejscowości. W zestawieniu miejscowości Centralnego Ośrodka Dokumentacji Geodezyjnej i Kartograficznej przy miejscowości Pniski napisano nazwa powinna być zniesiona, a przy Pniski, przysiółek wsi Parośla powinno być: przysiółek wsi Parośla-Pniski lub nazwa powinna być zniesiona.

## Części miejscowości
| SIMC    | Nazwa  | Rodzaj     |
| ------- | ------ | ---------- |
| 0019643 | Pniski | przysiółek |